# Tritonia festiva
Espèce
Synonymes
- Lateribranchiaea festiva (Stearns, 1873)
- Sphaerostoma undulata (O'Donoghue, 1924)
- Tritonia reticulata (Bergh, 1882)[2]

Tritonia festiva est une espèce de nudibranches de la famille des tritoniidés. Le corps de ce mollusque est blanc et majoritairement translucide, certaines parties opaques décrivent des diamants blancs auxquels fait référence le nom commun de l'espèce en anglais : Diamondback. La coloration est parfois orange ou brune. Il mesure généralement 20 mm mais peut dépasser 70 mm. Sa zone de distribution couvre le nord de l'océan Pacifique, du Japon jusqu'en Californie.

## Distribution et habitat
Sur la côte américaine de l'océan Pacifique, l'espèce a été observée du sud de l'Alaska jusque sur la péninsule de Basse-Californie, à l'ouest du Mexique. De l'autre côté de l'océan, l'espèce T. festiva est connue à travers des observations effectuées au large du Japon,. Le nudibranche se rencontre depuis la zone intertidale jusque 50 m de profondeur. Il vit sur des fonds rocheux où se trouvent parfois des hydraires et des éponges.

## Description
Le corps se caractérise par sa coloration translucide : le plus souvent blanche mais parfois comprise entre le jaune et le brun. Des lignes opaques, souvent blanches, dessinent des diamants sur le dos de l'animal ; ce motif n'est pas toujours visible. Jusqu'à 16 panaches branchiaux sont disposés de chaque côté du corps. Les rhinophores sont entourés d'une touffe brune qui ressemble aux polypes de Discophyton rudyi ; des organes sensoriels sont présents sur la tête,.

## Écologie

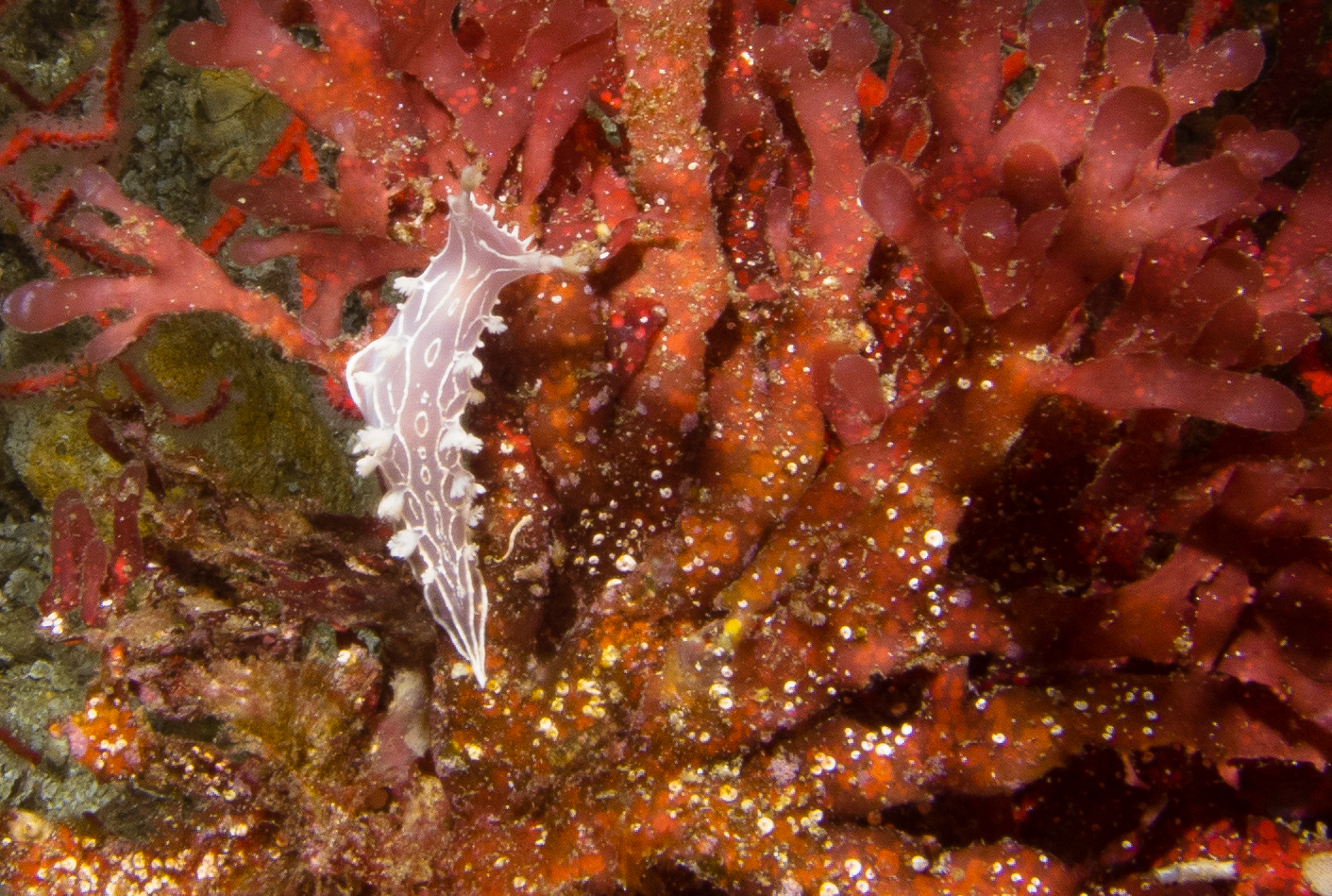
Un spécimen observé au large de l'île de Santa Cruz.

### Alimentation
T. festiva est un prédateur vorace puisqu'il semble se nourrir de tous les octocoralliaires partageant sa zone de distribution et son habitat,. Certaines de ses proies les plus fréquentes appartiennent à la sous-classe Alcyonaria : Lophogorgia chilensi, Ptilosarcus gurneyi ou bien différentes espèces du genre Clavularia. Le nudibranche est aussi le prédateur d'espèces de l'ordre des Stolonifera comme Cryptophyton goddardi. 
Les organes sensoriels de l'espèce lui permettent de localiser les polypes de ses proies : T. festiva positionne sa bouche sur le polype afin de se nourrir avant que le polype n'ait le temps de se protéger en se contractant.

### Reproduction
Comme les autres nudibranches, cette espèce est hermaphrodite : la ponte (ou « oothèque ») est rosâtre. Contrairement à ceux de nombreux nudibranches, les œufs de T. festiva ne sont pas dans un cordon mais flottent dans le fluide éjecté. Des larves véligères éclosent de ces œufs après 12 à 14 jours.